# Последняя фантазия (мультфильм)
«Последняя фантазия» (перс. آخرین داستان‎, Akharin Dastan, англ. The Last Fiction) — иранский анимационный фильм 2018 года, экранизация персидского эпоса «Шахнаме». Это первый мультфильм, полностью сделанный в Иране: на его производство ушло восемь лет. Позднее создавшая мультфильм студия Hoorakhsh выпустила на его основе компьютерную игру.

## Сюжет
Персидский царь Джамшид при поддержке светлых сил побеждает армию демонов бога тьмы Аримана, однако возгордившись, решает продолжить завоевания, покидает царство и пропадает вместе с армией. Через некоторое время на троне оказывается сын его преемника Заххак, который находится под влиянием Аримана. Новый царь устанавливает в стране жестокое правление, а под предлогом строительных работ солдаты забирают у его подданных детей. На самом же деле Заххак питается их мозгами.
В дальнейшем мы видим восстание против Заххака под руководством кузнеца Каве и его поражение от рук героя Феридуна 20 лет спустя.

## Съёмочная группа
- Режиссёр и автор сценария — Асхан Рагозар
- Композитор — Кристоф Резаи[англ.]
- Монтаж — Жинус Педрам

## Роли озвучивали
- Лейла Хатами
- Парвиз Парастуй
- Хамед Бехдад
- Баран Косари
- Бенхамин Натан-Серио
- Асхан Хатиби
- Шагайе Фарахани[англ.]
- Джо Льюис

и другие.

## Восприятие
«Последняя фантазия» была принята   во неконкурсную секцию фестиваля в Анси в 2018 году. Она также была выдвинута  на 92-й церемонию вручения премии «Оскар» в категориях «Лучший анимационный фильм» (впервые в истории Ирана) и «Лучший международный фильм».
Фильм получил оценку 6,9 из 10 на сайте IMDb. Рейтинг фильма на КиноПоиске — 5,7/ 
Рецензент газеты «Лос-Анджелес таймс» положительно оценил картину, подчеркнув удачную анимацию (прежде всего кадры, напоминающие растекающиеся по бумаге чернила) и музыкальное сопровождение.